# كاتسوياما (فوكوي)
مدينة كاتسوياما (بالإنجليزية: Katsuyama)‏ هي أحد المدن التابعة لمحافظة فوكوي. تأسست رسميًا في 01/09/1954. ويقدر عدد سكانها بـ 26333 نسمة حسب تقدير مكتب الإحصاء الياباني لعام 2012. تبلغ مساحة كاتسوياما 253.68 كم2. بكثافة سكانية تبلغ 104 نسمة/كم2.

## أعلام
- أونشو إيشيزوكا